# Robert Davenport
Robert Davenport (russisch Роберт Девенпорт; * 1671; † 8. Januarjul. / 19. Januar 1735greg. in St. Petersburg) war ein englisch-russischer Schiffbauer.

## Leben
Davenport wurde 1706 von einem der Leiter der Russischen Compagnie in England als Schiffbau-Untermeister in den russischen Dienst aufgenommen. Zunächst war er am Bau von Linienschiffen auf den Werften der Admiralität in Woronesch beteiligt. Er war dort Assistent seines Schwagers Richard Cosenz und erhielt ein Jahresgehalt von 70 Pfund Sterling und 80 Rubel.
Im Februar 1712 wurde Davenport nach St. Petersburg zur dortigen Admiralitätswerft versetzt. Im Dezember 1718 wurde Davenport zum Schiffbau-Meister befördert, nachdem er die Prüfungen bestanden und Peter I. das von den Schiffbau-Meistern Fedossei Skljajew, Richard Cosenz, Joseph Nye und weiteren Schiffbau-Meistern unterzeichnete Arbeitszeugnis zustimmend gegengezeichnet hatte. Peter I. war dazu Taufpate der Familie Davenport und schenkte der Mutter eine Goldmünze.
1719 wurde Davenport nach Reval geschickt, um die dortigen Versorgungsschiffe der Baltischen Flotte zu überprüfen und instand zu halten. Sein Jahresgehalt stieg auf 400 Rubel. Im Januar 1720 wurden durch Ukas Peters I. Davenport, Cosenz und Nye nach St. Petersburg zurückberufen. Davenport wurde nun als Handelsmann Robert Wilson in die Niederlande geschickt, um nach Entwurf Peters I. Linienschiffe bauen zu lassen. Im März 1720 wurde auf Anweisung Peters I. von Fürst Boris Kurakin die Kiellegung je eines 56-Kanonen-Linienschiffes in Amsterdam und Rotterdam in Auftrag gegeben. Nach dem Stapellauf 1721 gehörten die Schiffe zur Baltischen Flotte. Im März 1722 wurde Davenport nach Reval zurückgeschickt, um die Instandhaltung der Linienschiffe und Versorgungsschiffe zu übernehmen. Im Juli 1723 wurde er zum Oberst mit einem Jahresgehalt von 800 Rubel ernannt. Im August 1727 beschloss das St. Petersburger Admiralitätskollegium Davenports Versetzung nach Kronstadt für die dortige Instandhaltung. Davenports Nachfolger in Reval Schiffbau-Untermeister Iwan Nemzow erschien jedoch nicht sogleich, so dass im Oktober 1727 Vizeadmiral Peter von Sivers angewiesen wurde, Davenport sofort nach Kronstadt zu schicken und für Reval einen anderen Untermeister einzusetzen. Ab September 1729 war Davenport in Kronstadt nur noch für die Instandhaltung der Linienschiffe verantwortlich, während die Instandhaltung der Versorgungsschiffe dem Untermeister Makar Rugatschow übertragen wurde.
Im Juli 1732 erhielt Davenport den Auftrag, in der St. Petersburger Admiralitätswerft für die kaiserliche Familie eine 12-Kanonen-Yacht nach englischem Muster zu bauen. Er starb während des Baus am 19. Januar 1735. Am folgenden Tag beschloss das St. Petersburger Admiralitätskollegium, das ihm zustehende Jahresgehalt ab September 1734 seiner Witwe Mary zu geben.